# أنتونيو غاريدو
أنتونيو خوسيه دا سيلفا غاريدو، من مواليد 3 ديسمبر 1932، حكم كرة قدم برتغالي دولي سابق.
حكم في بطولة كأس العالم لكرة القدم 1978، وبطولة كأس العالم لكرة القدم 1982.

## وصلات خارجية
- أنتونيو غاريدو على موقع Soccerway.com (الإنجليزية)